# Battaglia dell'Isola del Giglio

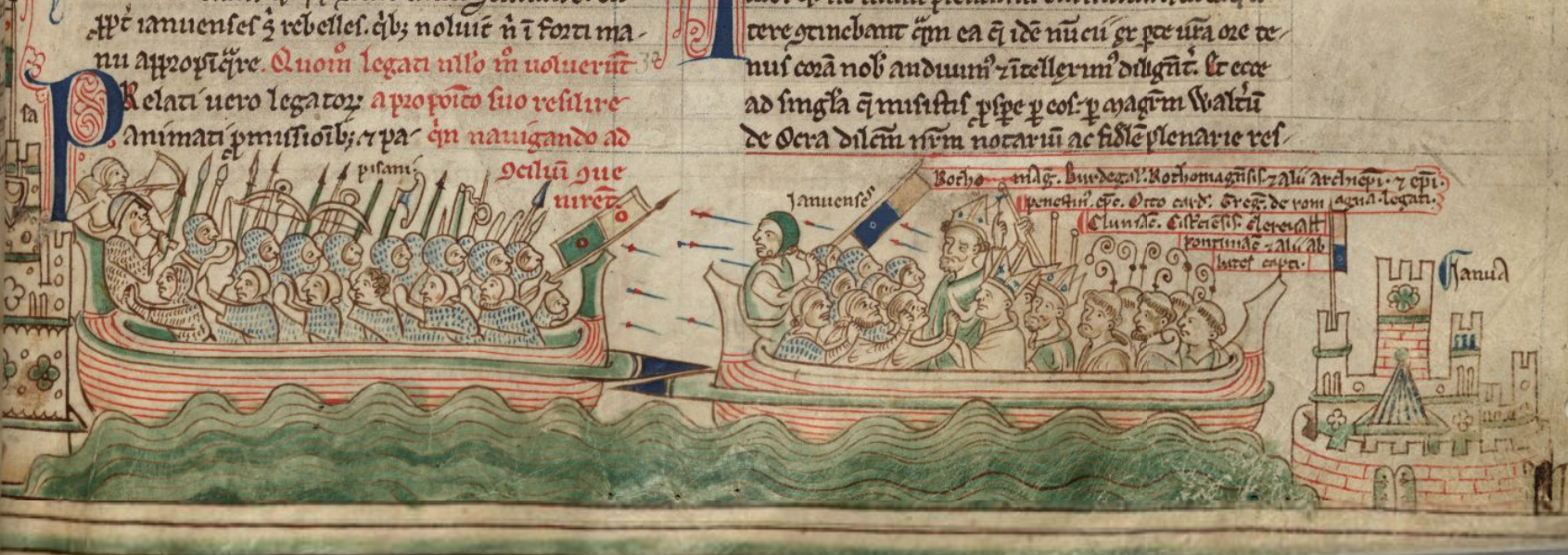
La Battaglia del Giglio nella Chronica Majora di Matteo da Parigi (1259 circa), Biblioteca Parker, Cambridge

La battaglia dell'Isola del Giglio fu combattuta al largo della costa toscana meridionale, il 3 maggio 1241, fra le truppe guelfe della repubblica di Genova e quelle ghibelline di regno di Sicilia e repubblica di Pisa.

## Premessa
Nel 1237 l'imperatore Federico II conseguì il controllo del Nord Italia sconfiggendo le città ribelli della Lega lombarda a Cortenuova. Inviò il Carroccio conquistato a Roma, rinvigorendo così il suo prestigio presso il popolo della città, che sempre scontento del dominio papale, costrinse di nuovo il papa nel luglio 1238 ad abbandonare la città alla volta di Anagni. Il conflitto tra guelfi e ghibellini romani si risolse con la vittoria dei guelfi ed il ritorno del papa a Roma nell'ottobre dello stesso anno.
Federico II in tale contesto, sfidò apertamente il pontefice, impedendo le nomine vescovili e imprigionando i legati pontifici. Inoltre conferì al figlio Enzo, che aveva sposato la vedova di Ubaldo Visconti, giudice di Torres e Gallura, Adelasia, il titolo di re titolare di Sardegna, aumentando ulteriormente le ostilità con il pontefice.
A questo punto papa Gregorio IX emise una nuova scomunica per Federico II, la Domenica delle Palme del 1239. Da questo momento si aprì un netto conflitto tra papato ed impero, ma il grande carisma che Federico II aveva presso la Cristianità rendeva poco efficace il tentativo di Gregorio IX di isolarne l'autorità, ed il pontefice stesso rischiava di perdere l'appoggio di tutte le potenze laiche ed ecclesiastiche.
L'imperatore, che ora si sentiva investito dell'impegno di difendere l'impero dal "papa eretico" - alleato con gli eretici lombardi -, cominciò a conquistare possedimenti dello Stato Pontificio con l'intento di isolare progressivamente Roma. Gregorio IX chiese aiuto a Venezia, dove si progettò l'invasione nelle terre di Puglia, e convocò a Roma un concilio ecumenico per la Pasqua del 1241 con lo scopo di deporre l'imperatore.

## La battaglia
L'imperatore controllava la via di terra nell'Italia centrale tagliando quindi la strada dal nord Italia verso Roma.
Molti prelati diretti a Roma per il concilio erano riuniti a Nizza, dove erano stati trasportati da una flotta della repubblica di Genova in quel momento governata dalla parte guelfa.
Due legati papali, Giacomo di Palestrina e Otto di San Nicola, negoziarono con i genovesi per ottenere trentadue galee armate per arrivare a Roma, e, non appena le ambasciate delle città lombarde furono imbarcate, il viaggio ebbe inizio.
Quando Federico II venne a conoscenza di questo progetto ordinò, nel marzo 1241, ai suoi vicari nel Nord Italia, Marino di Ebulo e Oberto Pallavicini di attaccare Genova via terra.
L'imperatore disponeva di ventisette galee armate al comando di suo figlio Enzo e del fuoruscito genovese Ansaldo de Mari. Questo contingente navigò fino alla repubblica di Pisa, da sempre rivale di Genova e strenuamente ghibellina. La flotta pisana di quaranta galee era comandata da Ugolino Buzzaccarini.
Il 25 aprile, la flotta genovese, al comando di Jacopo Malocello, fece vela da Genova diretta prima a Portofino, dove rimase ancorata per qualche giorno.
Quando gli equipaggi appresero della comparsa della flotta imperiale mostrarono l'intenzione di tornare indietro, ma i due legati spinsero, con successo, per mantenere la rotta prevista per Roma. In un successivo scalo a Portovenere appresero dell'unione tra la flotta siciliana e quella pisana.
Malocello aveva rifiutato il prudente consiglio di navigare a ponente della Corsica, seguendo una rotta più lunga, ma meno esposta alla flotta pisana, e diresse invece verso sud, tra le isole dell'arcipelago toscano e la costa.

La flotta genovese riuscì a navigare oltre Pisa, ma incontrò la flotta imperiale attestata già tra le isole di Montecristo e del Giglio sotto la guida di Andreolo de Mari, figlio dell'ammiraglio Ansaldo.
All'inevitabile scontro la flotta ghibellina, più libera nelle manovre, riuscì a circondare quella genovese. Dando prova di coraggio e di abilità, il Malocello tentò una disperata manovra attaccando in formazione serrata il fianco della squadra nemica. Ma ebbe un successo parziale, poiché solo altre cinque galee riuscirono a seguire l'ammiraglia attraverso il varco aperto nelle file nemiche prima che il De Mari riuscisse a riordinare le sue forze, mentre le altre unità genovesi, appesantite dal sovraccarico, furono catturate.
La flotta imperiale si dimostrò superiore rispetto a quella genovese, poiché la presenza dei numerosi passeggeri ed i loro bagagli impedirono un'adeguata manovrabilità delle navi di Genova che poterono quindi fornire una resistenza debole. I ghibellini riuscirono ad affondare tre galee nemiche ed a catturarne ben ventidue, uccidendo duemila fra soldati, marinai e prelati e facendo quattromila prigionieri .
Matteo Paris a proposito della battaglia riportò:
Con la perdita della sua flotta Genova venne a trovarsi in una situazione di immediato pericolo, rimasta com'era priva di difesa dai possibili attacchi della flotta imperiale che operava di concerto con i ghibellini, intrinseci e fuorusciti.

Con uno sforzo eccezionale i genovesi riuscirono tuttavia a ricostruire in tempi brevissimi una squadra di ben cinquantuno galee che avrebbe rovesciato i rapporti di forza nel Tirreno: già l'anno successivo alla battaglia del Giglio la flotta genovese sgominò quella pisana comandata da Ansaldo De Mari nelle acque dell'isola del Tino.

## Dopo la battaglia
La sconfitta della flotta genovese rappresentò un grande successo per l'imperatore Federico II, ma anche una sfida all'autorità papale. Fallito il concilio, quasi tutti gli alti dignitari del concilio finirono suoi prigionieri. Tra questi, i tre legati papali; l'arcivescovo di Rouen Pietro da Collemezzo, l'arcivescovo di Bordeaux Geraudo di Malemort e l'arcivescovo di Auch Amanieu di Gresinhac; il vescovo di Carcassonne Pietro Amiel, il vescovo di Agde Bertrando di Saint-Just, il vescovo di Nîmes Arnaud, il vescovo di Tortona, il vescovo di Asti Oberto Catena e il vescovo di Pavia Rodobaldo II di Pavia; e l'abate di Citeaux Guglielmo IV di Montaigu, l'abate di Chiaravalle Guglielmo II, l'abate di Cluny Ugo VI di Sales (o di Rochecorbon), l'abate di Fécamp Guglielmo III di Vaspail, l'abate di Mercy-Dieu e l'abate di Foix. Sulle navi che furono in grado di sfuggire alla cattura vi erano principalmente i prelati spagnoli e di Arles.
L'imperatore Federico II proclamò la sua vittoria come il giudizio di Dio e un segnale dell'illegalità della persecuzione da lui subita da parte di papa Gregorio IX.
Il Comune di Pisa fu scomunicato dal pontefice che gli lanciò l'interdetto fino 1257.
Solo con la morte di papa Gregorio IX nell'agosto 1241 la situazione sembrò distendersi. Come segno di buona volontà Federico II rilasciò i legati al fine di fare spazio per l'elezione di un nuovo papa.